# Actinostrobus pyramidalis
Actinostrobus pyramidalis, comúnmente conocido como ciprés del pantano, ciprés del río Swan y pino ciprés del Rey Jorge, es una especie de conífera de la familia de las cupresáceas. Como las otras especies del género Actinostrobus, es endémica del suroeste de Australia Occidental.
El ciprés del pantano es un arbusto o árbol pequeño, que alcanza los ocho metros de altura. Las hojas son perennes y tienen forma de escamas, excepto en las plántulas jóvenes, donde tienen forma de aguja. Las hojas están dispuestas en seis filas a lo largo de las ramitas, en verticilos alternos de tres. Los conos masculinos son pequeños, de 3 a 6 mm de longitud, y se ubican en las puntas de las ramitas. Los conos femeninos son inicialmente discretos, pero maduran en 18 a 20 meses a 1 o 2 cm, con su ápice redondeado.
Los conos se abren y liberan las semillas sólo al secarse. Suelen permanecer cerrados en los árboles durante muchos años y se abren sólo si la rama o todo el árbol muere. Si bien los incendios forestales matan a los cipreses de los pantanos, también provocan la liberación de muchas semillas, lo que da como resultado una regeneración prolífica. En un caso, un árbol aislado en la isla Jeegarnyeejip murió por un incendio, y el invierno siguiente había 800 plántulas por metro cuadrado a un par de metros del espécimen original, y alrededor de 150 por metro cuadrado a diez metros de distancia.
La especie fue recolectada por primera vez en Perth en septiembre de 1841 por Johann August Ludwig Preiss, y Friedrich Anton Wilhelm Miquel publicó una descripción en 1845 como Actinostrobus Pyramidalis. Un estudio de 2010 de los géneros Actinostrobus y Callitris encontró que las tres especies de Actinostrobus se encontraban dentro del concepto actual de Callitris basado en el análisis de 42 caracteres morfológicos y anatómicos, por lo que Actinostrobus pyramidalis pasó a llamarse Callitris pyramidalis.